# Percy Howard Hansen
Percy Howard Hansen (26. oktober 1890 i Durban i Sydafrika – 12. februar 1951 i København) 
var dansk statsborger og gjorde tjeneste i den britiske hær i 1. verdenskrig, i mellemkrigsperioden og 2. verdenskrig. Han var blandt andet tilkyttet The Lincolnshire Regiment, 6. battalion, hvor han begyndte sin karriere i 1911. Han afsluttede sin soldatertjeneste i 1949 med rang af brigadegeneral. 
Hansen blev modtog Victoria Cross, Distinguished Service Order, Military Cross og Croix de Guerre.
Sit Victoria Cross fik han for sin indsats som kaptajn i Slaget ved Gallipoli ved Sulvlabugten i Tyrkiet i 1915. Han blev udnævnt til major i 1919. 
I 1924-1937 gjorde Hansen tjeneste som stabsofficer, hvorefter han udnævntes til øverstkommanderende for The Lincolnshire Regiment, 2. battalion 1937-1939. I 1939overførtes han med rang af oberst til stabstjeneste. Var medlem af SHAEF fra 1943 og deltog blandt andet i missioner til Norge i afslutningen af 2. verdenskrig.
Han er begravet på Garnisons Kirkegård i København.

## Victoria Crosscitatforkortet
Den 9. august 1915 ved Yilghin Bumu, Gallipoli, Tyrkiet.
Kaptajn Hansens bataljon blev tvunget til at trække sig tilbage fra deres stillinger på grund af intens varme forårsaget af brand i noget krat. Nødvendigvis måtte nogle sårede efterlades.
Efter tilbagetrækningen løb kaptajn Hansen og tre eller fire frivillige flere gange 250 til 350 meter (300–400 yards) fremad i det åbne og brændende krat under kraftig beskydning og reddede seks sårede fra en uundgåelig død i flammerne.